# Enskedefältets skola

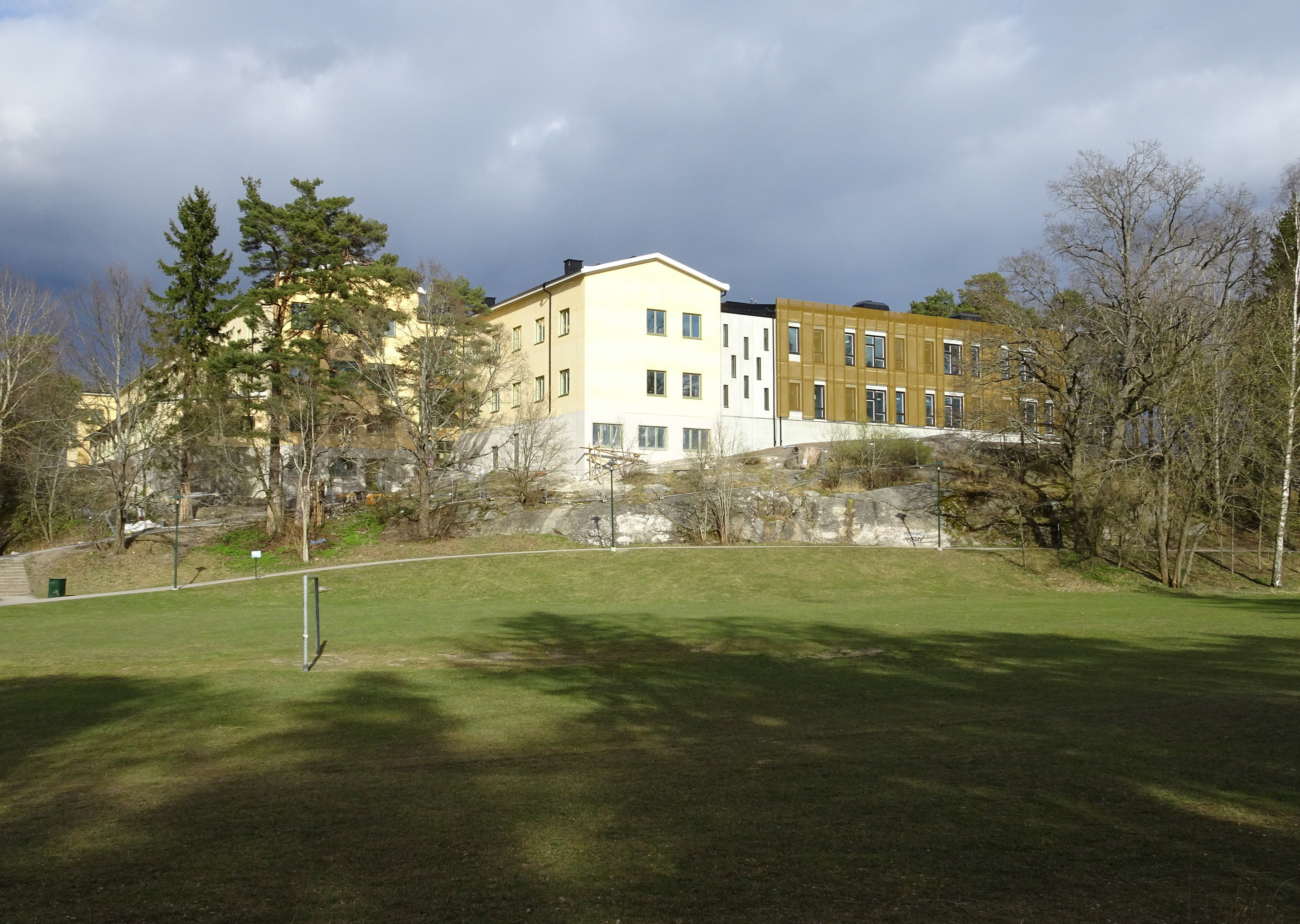
Enskedefältets skola från 1933 med tillbyggnaden från 2020 på höjden till höger, vy från sydväst i april 2020.

Enskedefältets skola (ursprungligen kallad Enskedefältets folkskola och Enskede västra folkskola) är en kommunal grundskola belägen i kvarteret Pepparroten vid Sockenvägen 370 i stadsdelen Enskedefältet i södra Stockholm. Skolhuset uppfördes 1933 efter ritningar av arkitekt Paul Hedqvist och är grönklassad av Stadsmuseet i Stockholm vilket innebär att bebyggelsen anses vara ”särskilt värdefull från historisk, kulturhistorisk, miljömässig eller konstnärlig synpunkt”. Mellan 2019 och 2020 genomgick skolbyggnaden en omfattande om- och tillbyggnad.

## Historik

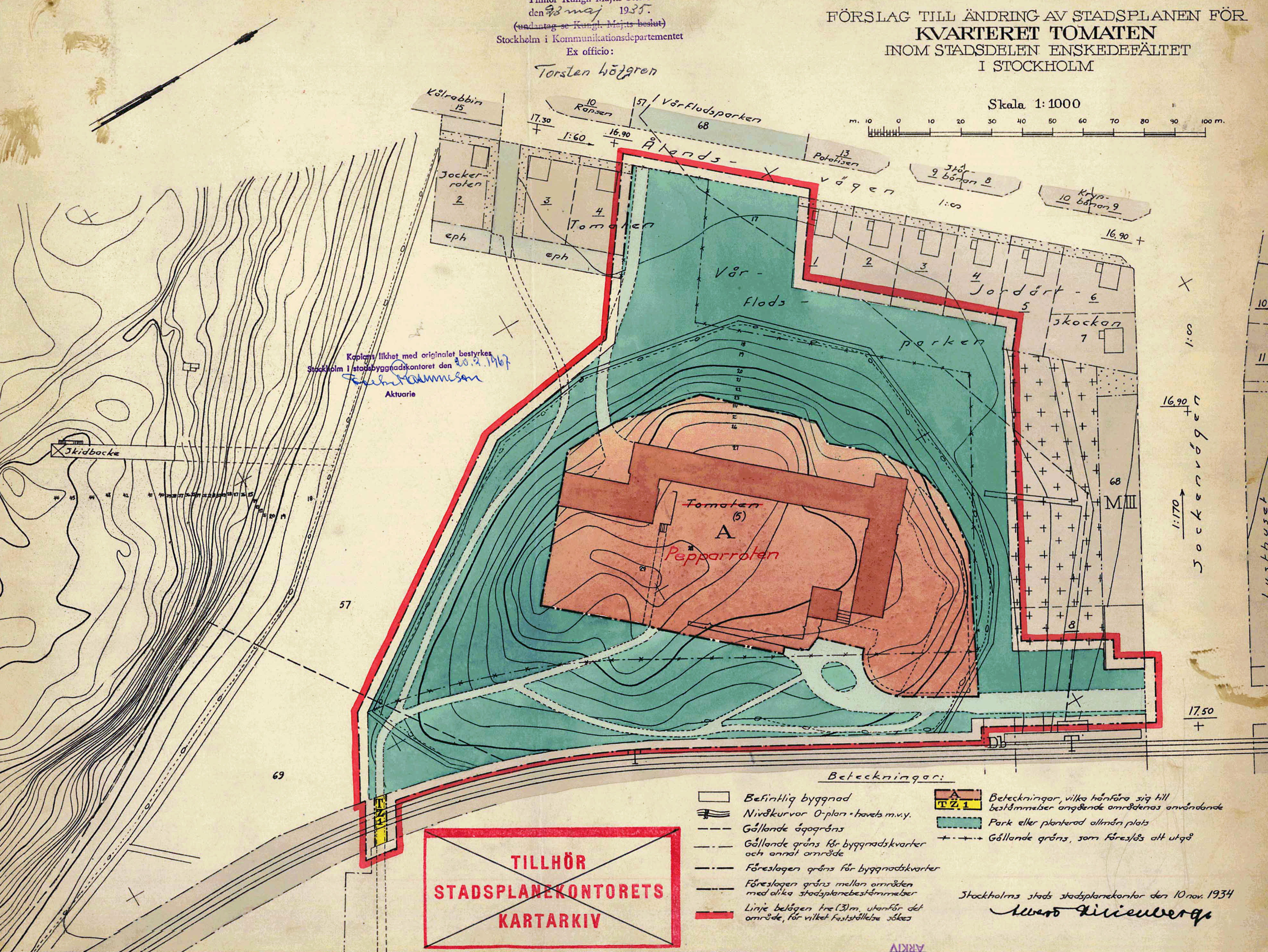
Stadsplan Pl. 1538 från 1934.

För det snabbt växande barnantalet i Enskedefältets småstugor uppfördes Enskedefältets folkskola i områdets södra del, i direkt förlängning av Vårflodsparken. Arkitektuppdraget gick 1932 efter en arkitekttävling till Paul Hedqvist, en sedermera ofta anlitad skolarkitekt. Redan 1929 fastställdes en stadsplan för kvarteret Tomaten (nuvarande Pepparroten) med ett reservat för ”allmänt ändamål”, där stadsdelens nya skola skulle uppföras. När skolbyggnaden var färdigställd 1933 ”skräddarsyddes” en ny stadsplan (Pl. 1538) i efterhand. I planbeskrivningen hette det bland annat: ”Ändringen innebär i huvudsak en minskning av det för allmänt ändamål avsedda kvarteret till den storlek, som erfordras för den däri uppförda skolbyggnadens behov…”
Hedqvists tävlingsbidrag visade en lätt modernistisk skapelse men den utförda skolbyggnadens uttryck fick mer av tung tjugutalsarkitektur över sig. Komplexet gestaltades i släta ljusputsade fasader, stora fönster och flacka sadeltak. På grund av sin ljusa fasadfärg kallades den även "Vita skolan". Beställare var Stockholms folkskoledirektion och för konstruktionen ansvarade civilingenjör Stig Ödeen.
Det nya skolhuset uppfördes på en kulle omgiven av parkmark sydost om Enskedefältets småhusbebyggelse. Byggnaden delades upp i olika volymer, inbördes förskjutna med olika höjd och med olika funktioner. Huvuddelen utgörs av en långsträckt byggnadskropp i tre våningar (dagens hus B). I bottenvåningen inrymdes expedition, skolkök, barnbespisning, bassängbad och karbad. Till våning 1 och 2 trappor förlades åtta klassrum per plan. 
Den tvärställda flygeln mot norr har fyra våningar och dominerar komplexet. Här anordnades skolans huvudentré, gymnastiksal, högtidssal, skolbespisning och ämnesrum (dagens hus C). I en parallell flygel i söder placerades ytterligare klassrum (dagens hus A). Det fanns även en vaktmästarbostad i ett eget litet hus nära huvudentrén (dagens hus E). 1947 utfördes en tillbyggnad mot norr för bland annat utökade skolmåltidslokaler (dagens hus D).

Skolavslutning sommaren 1960
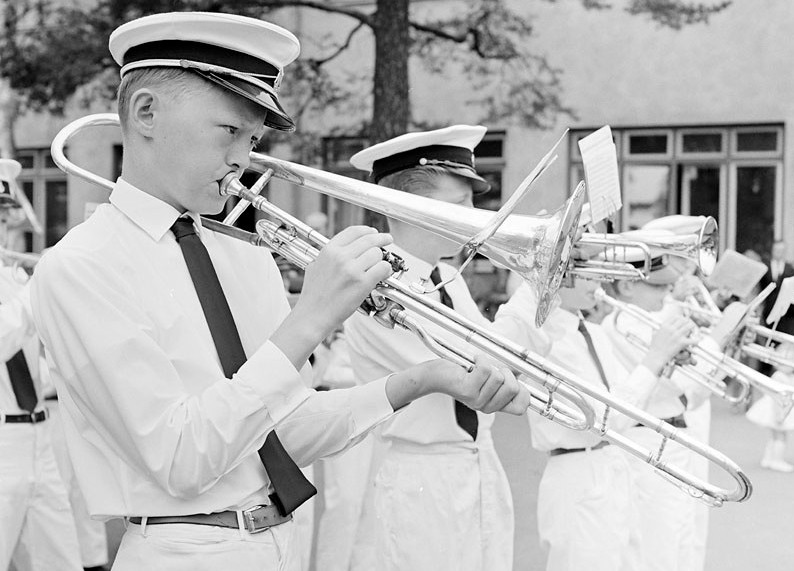
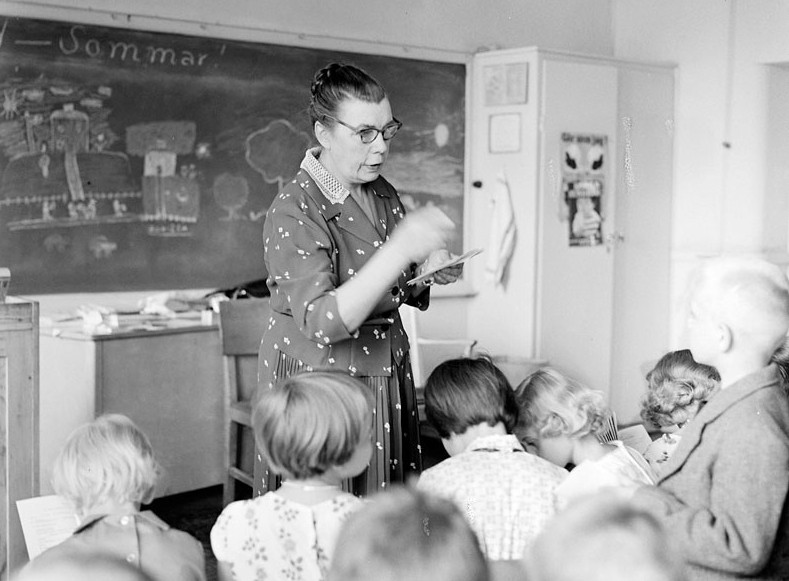
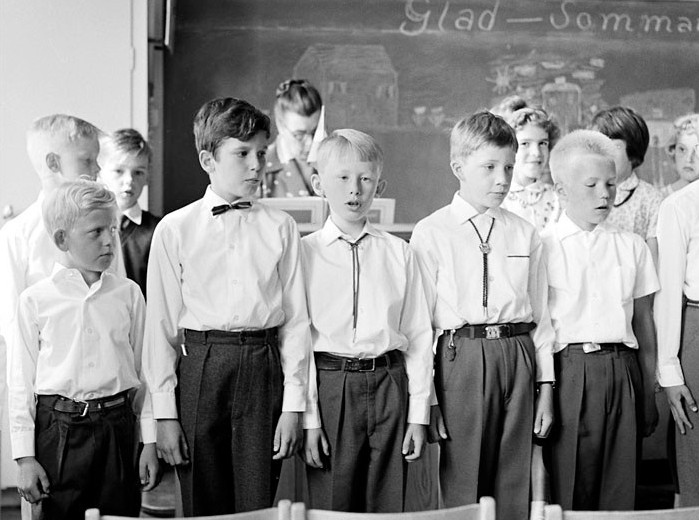
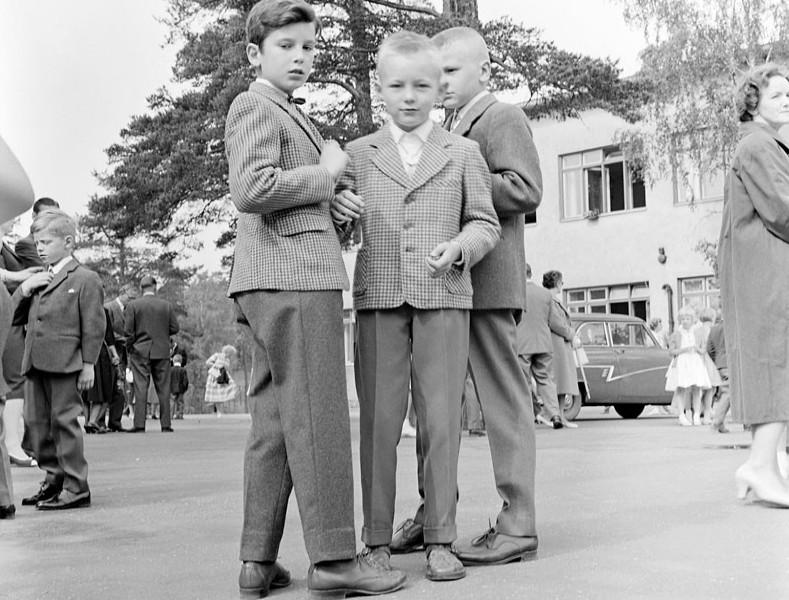

### Om- och tillbyggnad
Till höstterminen 2018 stängdes skolan för en omfattande renovering som inkluderade en tillbyggnad ritad av NIRAS Arkitekter. Huvudbyggnaden byggs till på bredden och södra längan utökas vid dagens hus A med en ny byggnadskropp i två våningar (hus G). Nybygget har ett helt annat utseende än Hedqvists ursprungsbyggnad och får ett stort glasad trapphus som avgränsning till den gamla delen. Fasaden blir oregelbunden och består huvudsakligen av räfflad betong som kläs med perforerade plåtkassetter i gyllenbrun kulör. I samband med ombyggnaden får skolan även sin ursprungliga färgsättning tillbaka. Hilde Rosell-Rivertz och Maria Legerstam är projektets handläggare på NIRAS Arkitekter och uppdragsgivare är SISAB.
Efter inflyttningen till höstterminen 2020 blev Enskedefältets skola en F-6-skola (förskola till årskurs 6) med omkring 100 medarbetare och cirka 630 elever, mot tidigare 90 medarbetare och cirka 500 elever.

### Nutida bilder

Skolhuset före ombyggnad
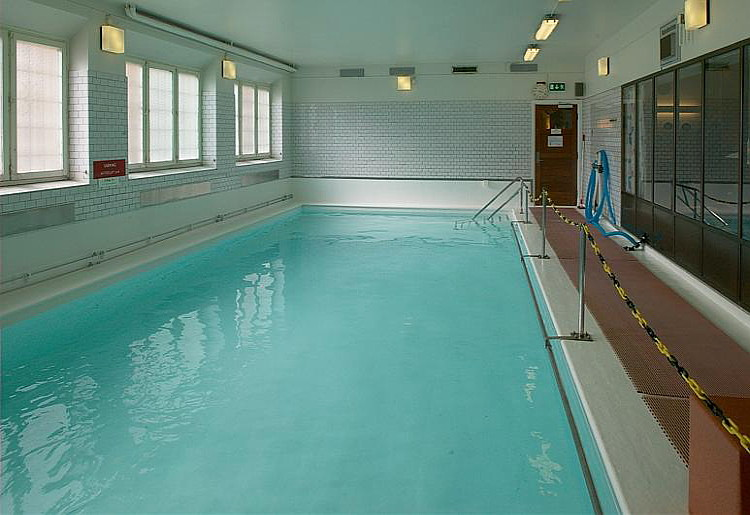
Skolans bassängbad 2005.
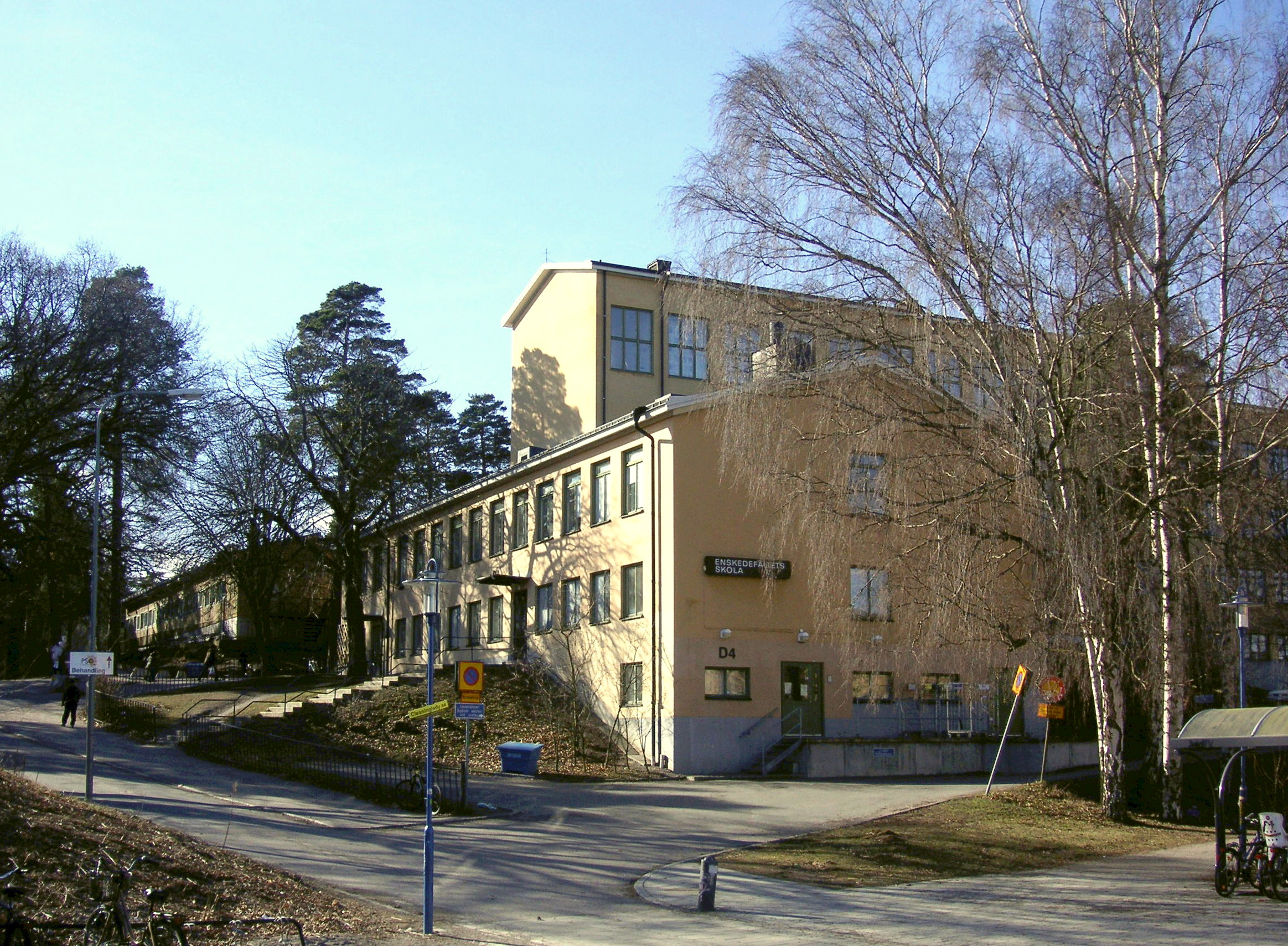
Vy från nordost, 2008.
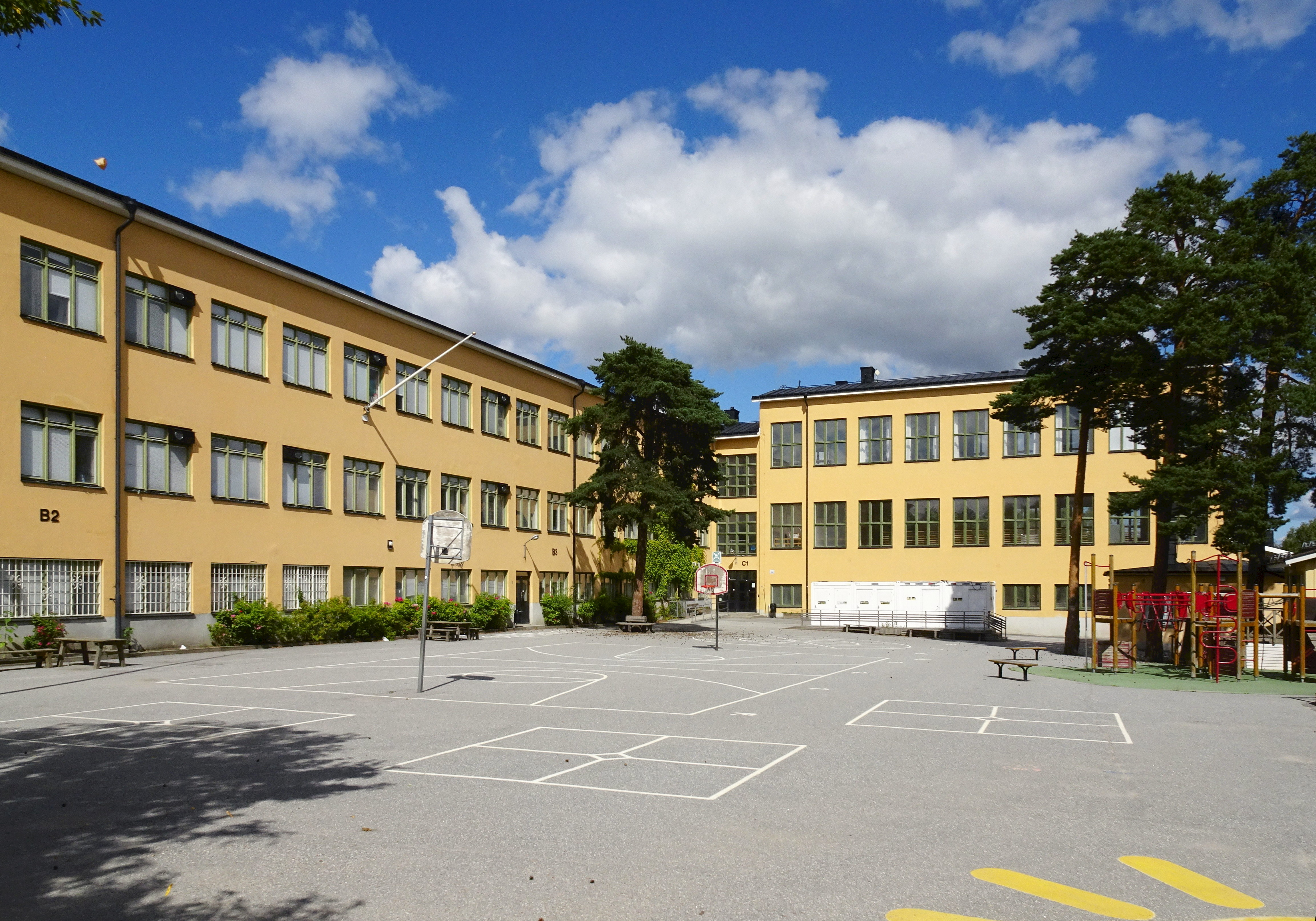
Skolgården 2016.
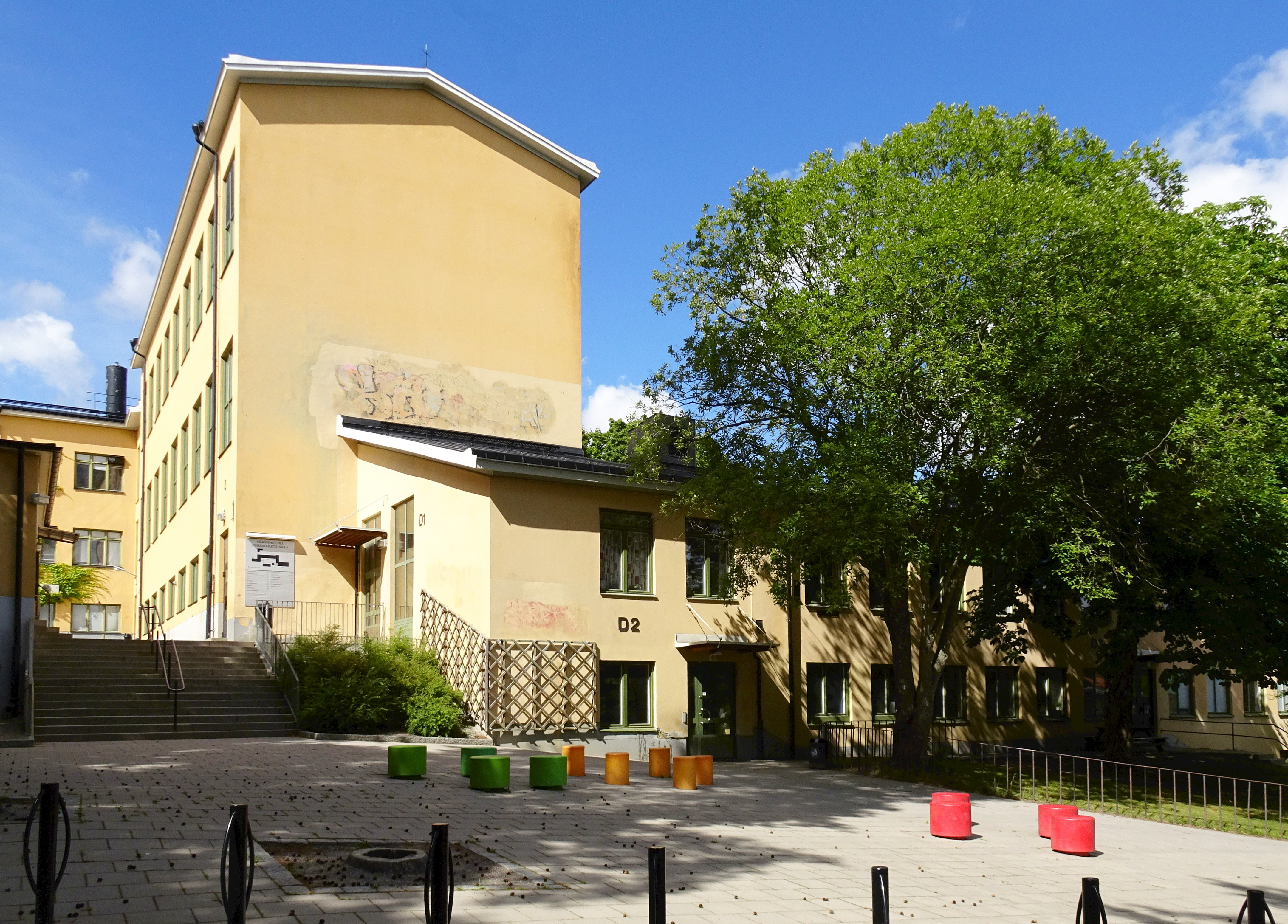
Vy från sydost 2016.

Tillbyggnaden 2020
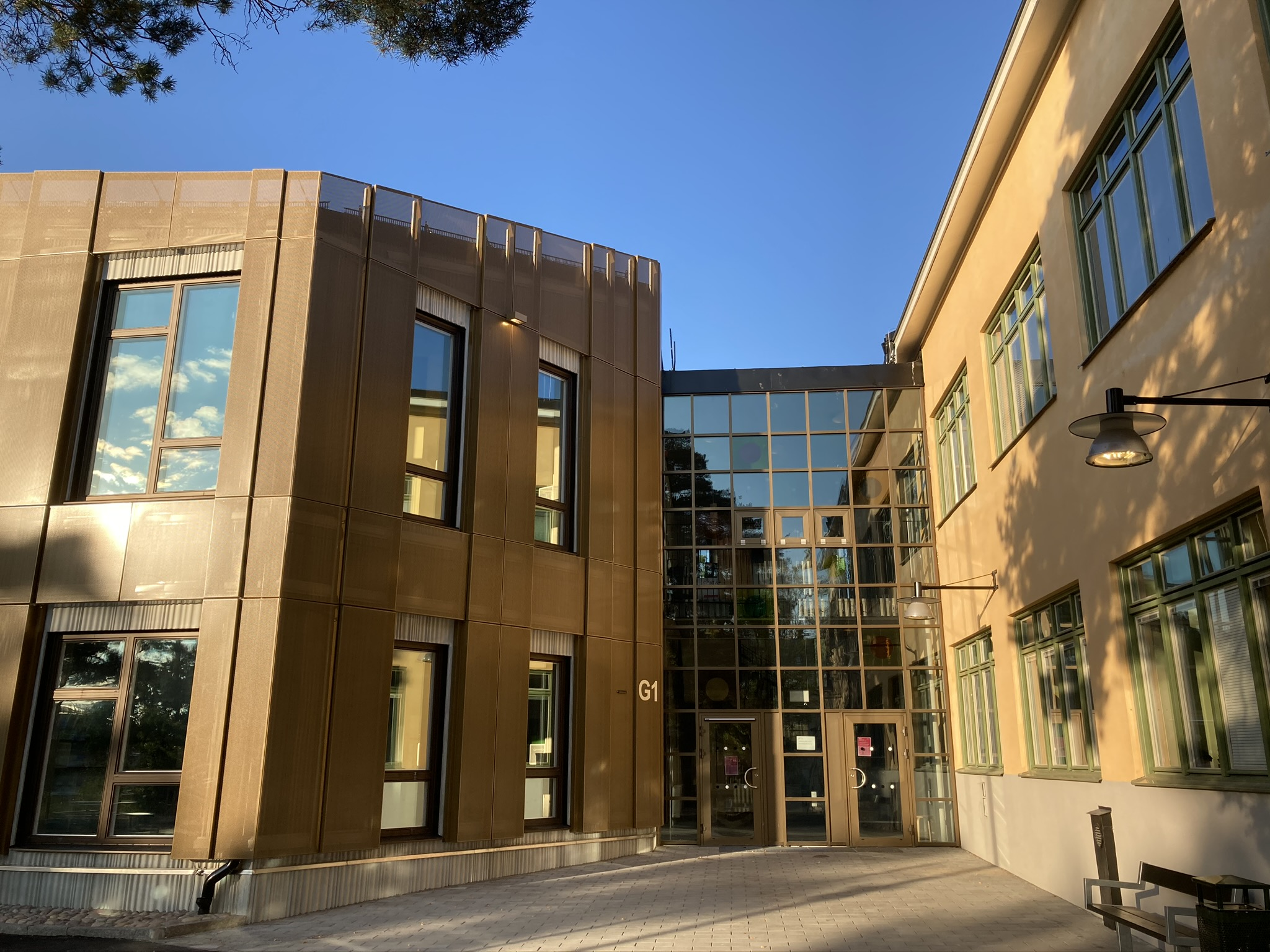
Entre till hus G
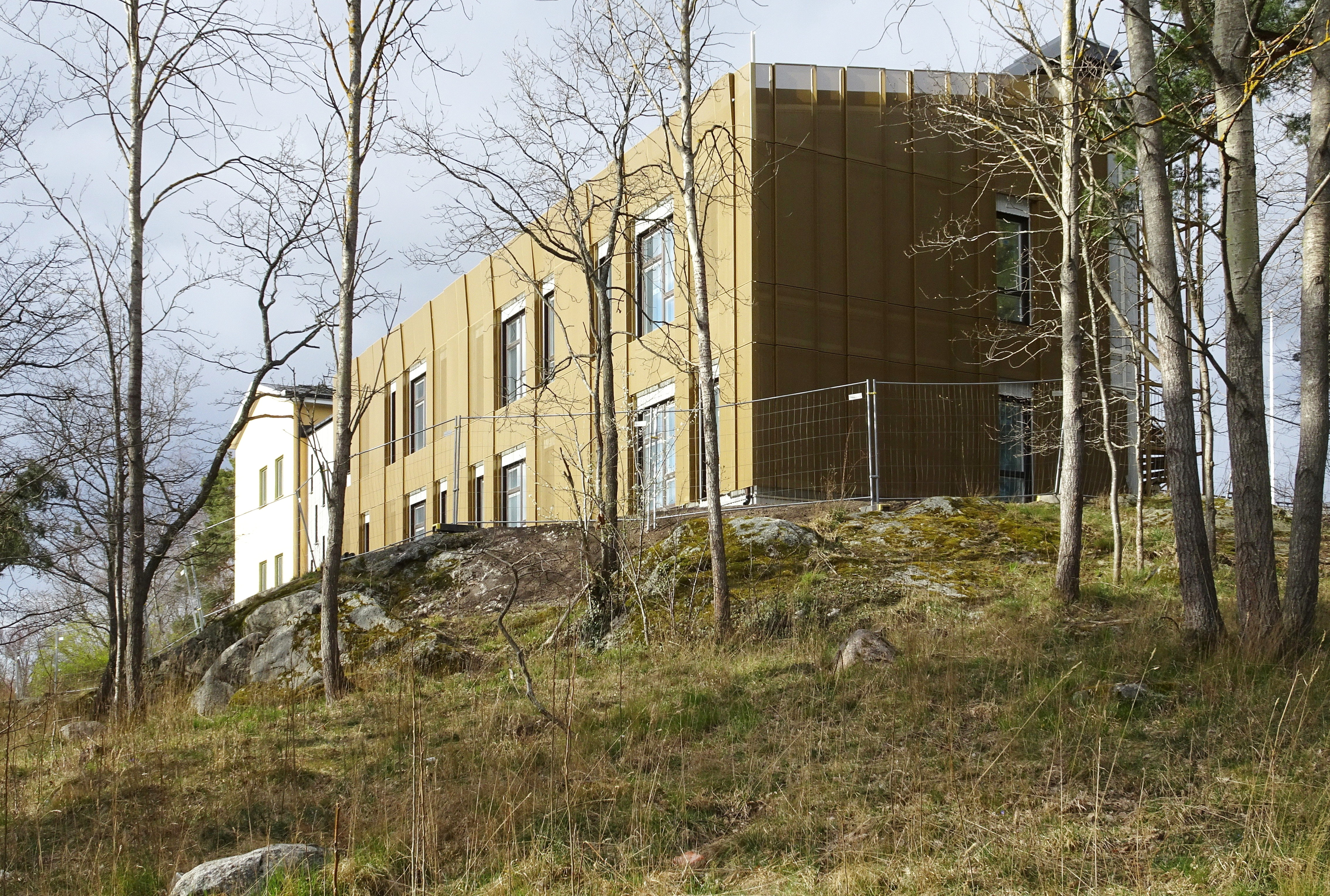
Vy från söder
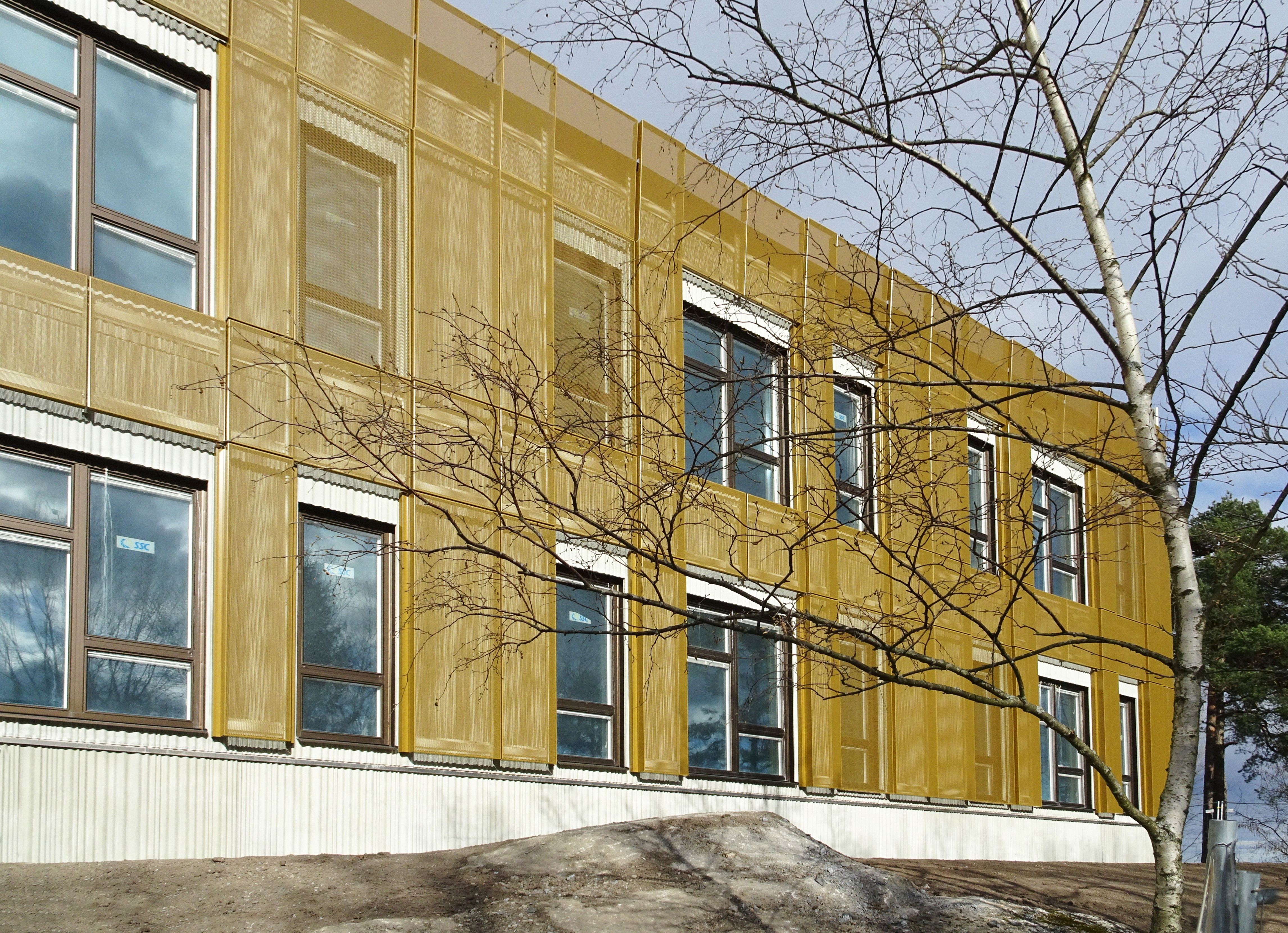
Vy från väst
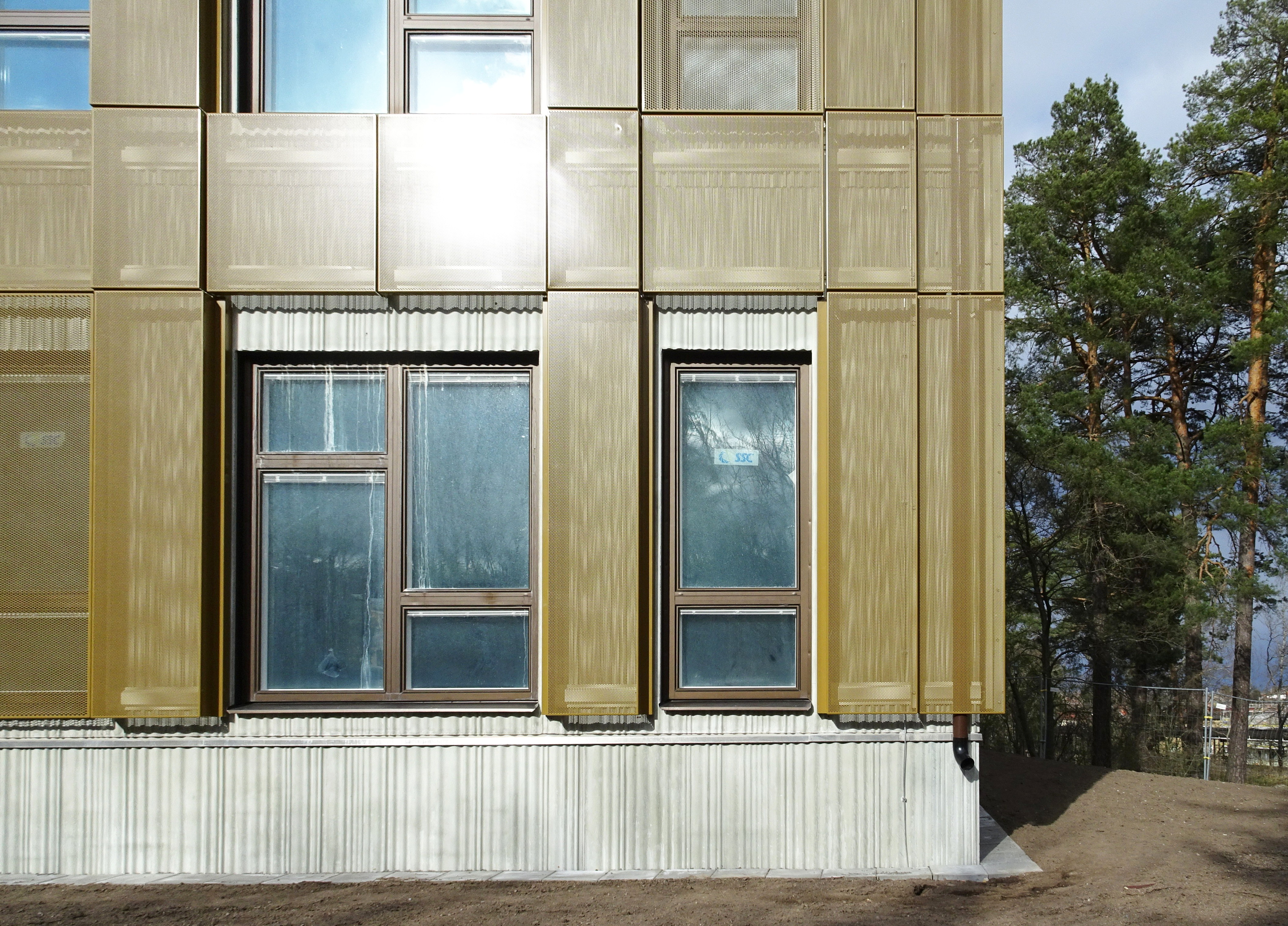
Fasad

Ombyggnaden 2020
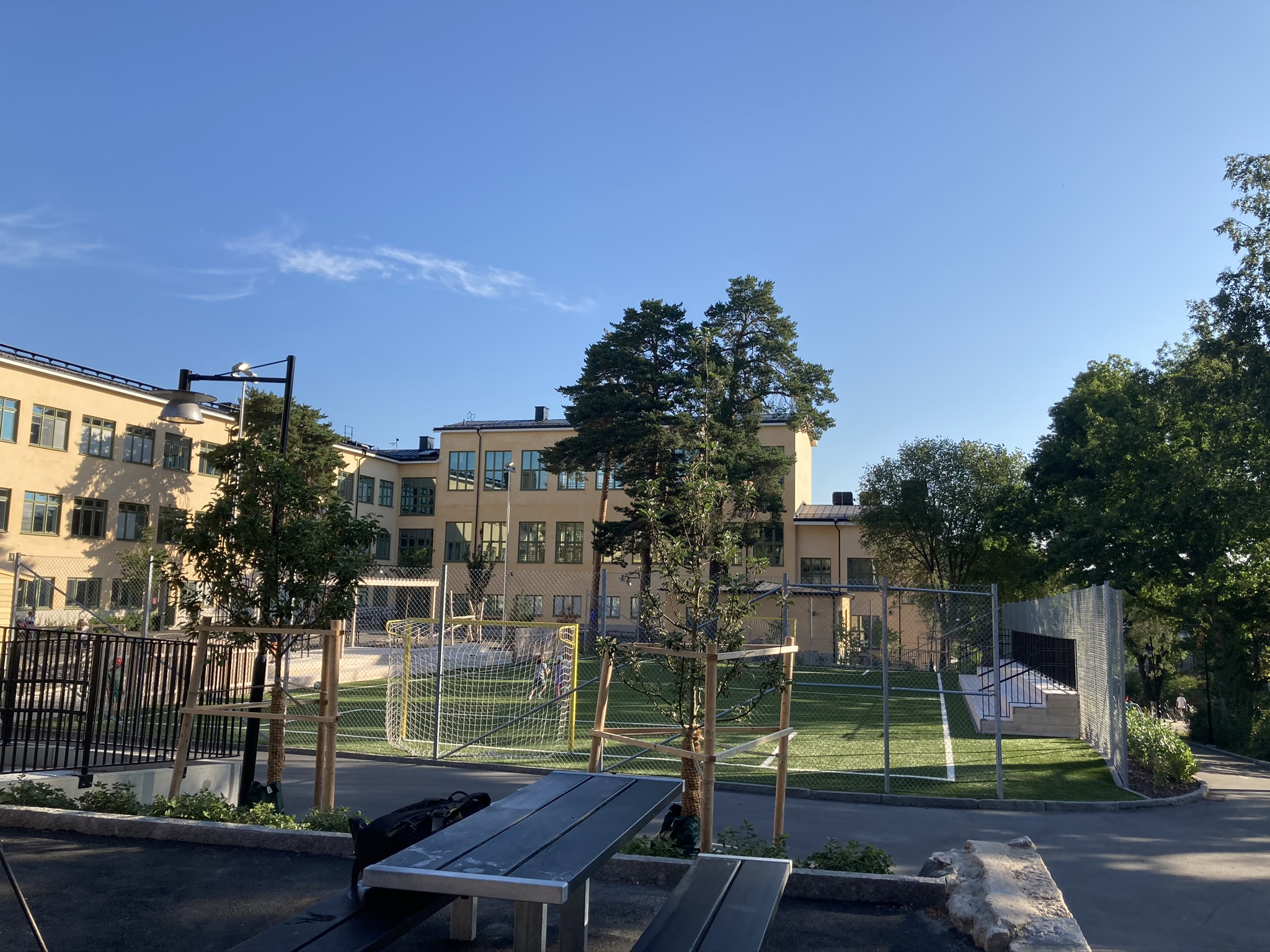
Skolgården
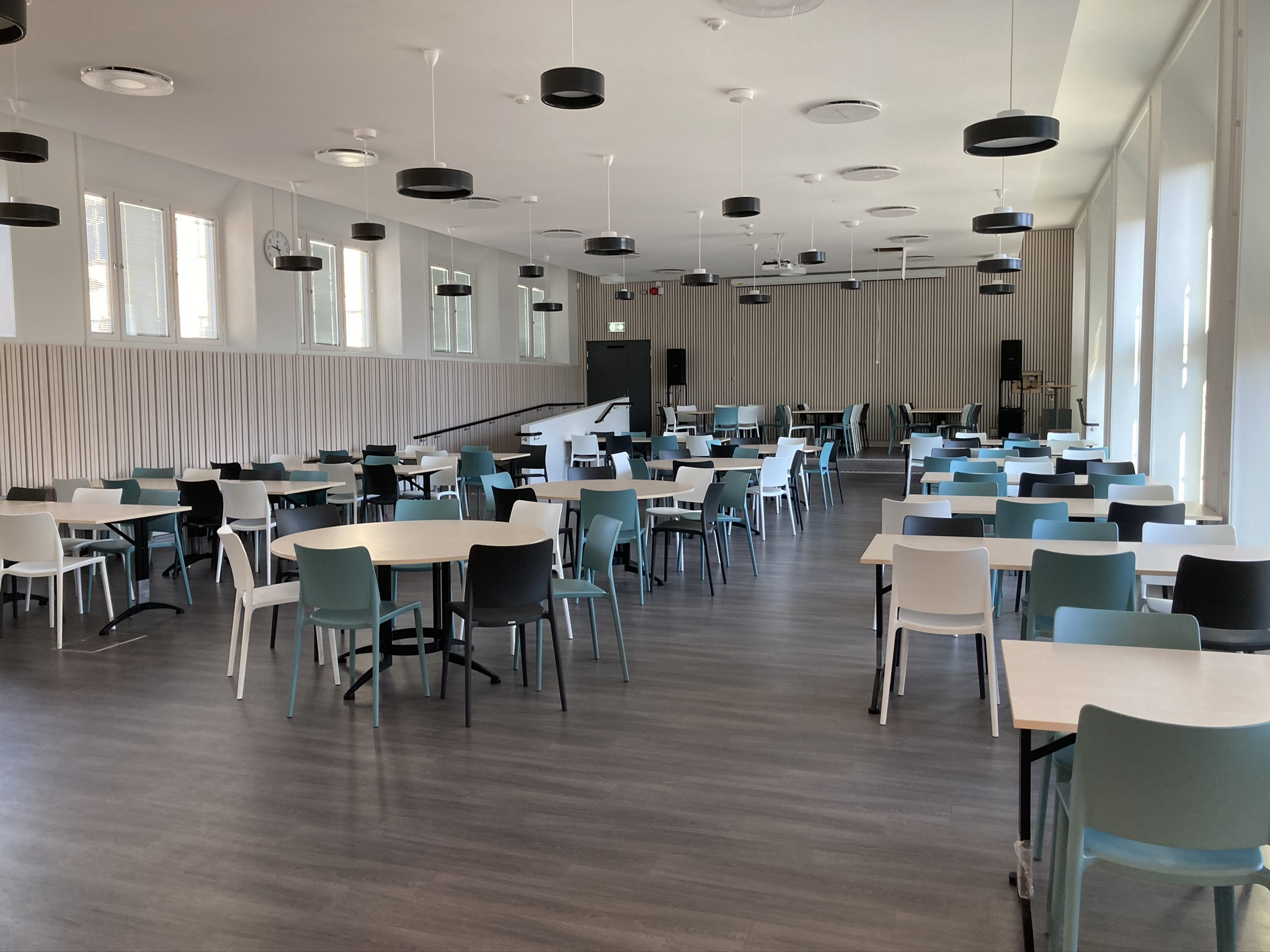
Nya matsalen
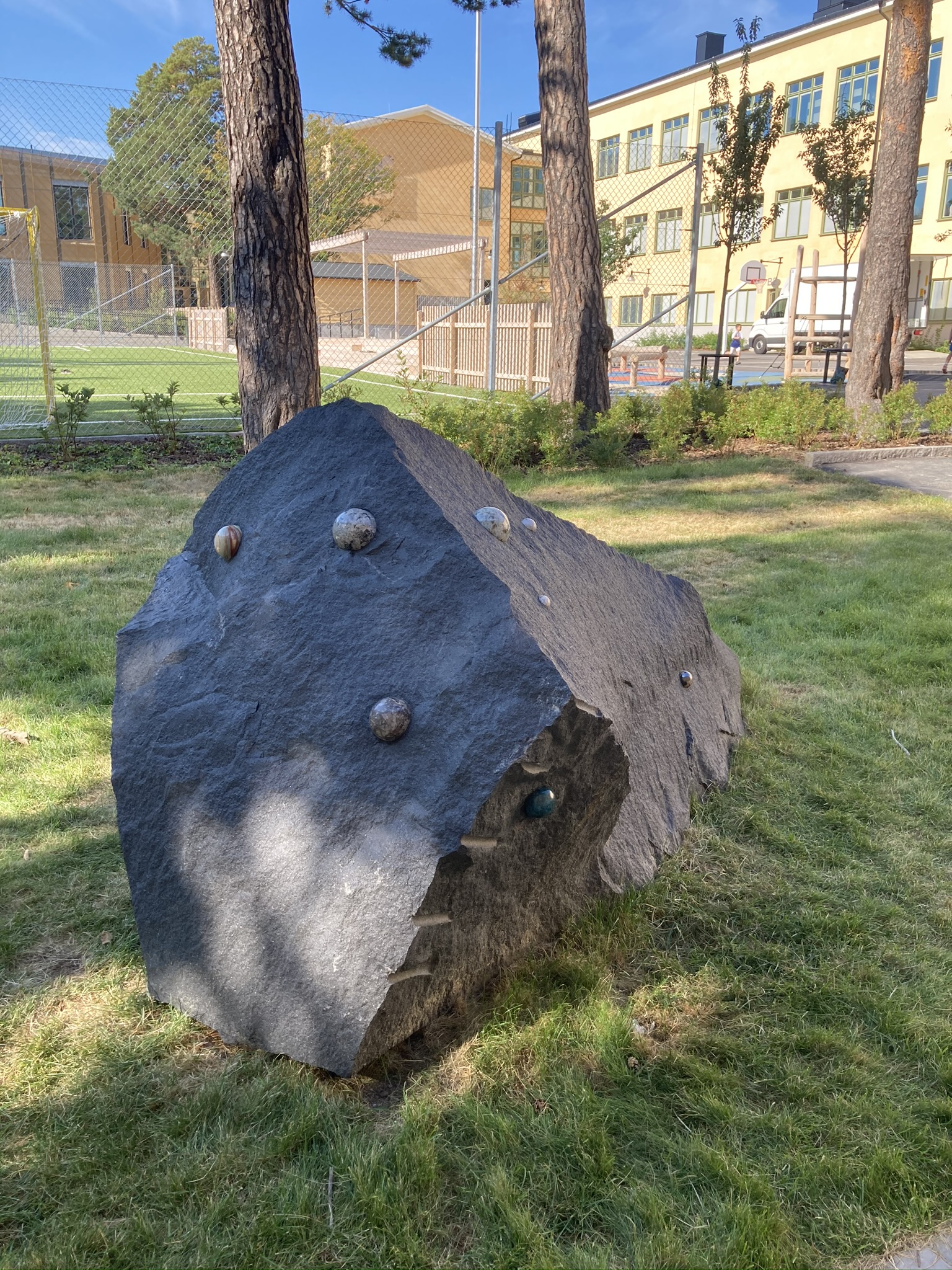
Ny konst på skolgården
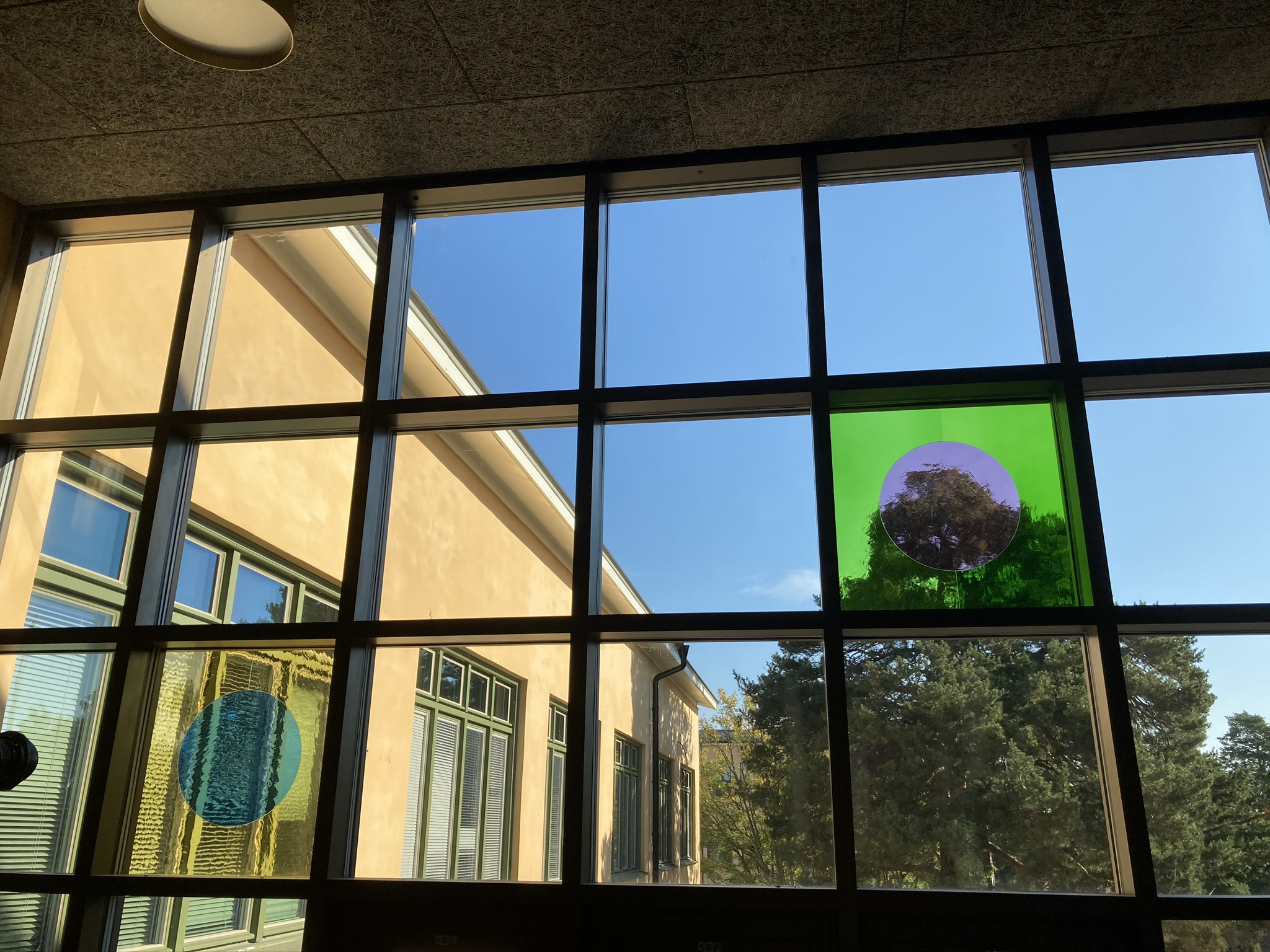
Ny konst i trapphuset